# 立山黒部ジオパーク
立山黒部ジオパーク（たてやまくろべジオパーク、英: Tateyama Kurobe Geopark）は、富山県東部の9市町村（富山市以東）およびその前面海域（富山湾）をエリアとするジオパークである。

## 概要
「38億年×高低差4000m!体感しようダイナミックな時空の物語」を当初のテーマとしており、黒部市宇奈月地域の花崗岩中から見つかった日本最古の年代を示すジルコンに遡る歴史と、標高約3000mの立山連峰から水深1000mに達する富山湾に至る空間の広がりに由来する。エリア内には立山の立山弥陀ヶ原・大日平がラムサール条約湿地、北アルプス鳥獣保護区立山特別保護地区のほか、中部山岳国立公園、朝日県立自然公園、有峰県立自然公園、白木水無県立自然公園、僧ヶ岳県立自然公園があり、自然公園が占める比率が高い。
立山黒部ジオパークは、12のエリア、48のジオサイト、315のジオポイント（いずれも認定当初）となっていたが、現在はサイトの見直しにより12のエリア、109のジオ・自然・文化の各サイトで構成されている。また、地方公共団体ではなく、企業などの民間が主導で活動しているのが特徴となっている。一般社団法人立山黒部ジオパーク協会が運営主体となっており（2015年に立山黒部ジオパーク推進協議会から改組）、2014年（平成26年）8月28日に日本ジオパークとして認定された。

## 沿革
- 2014年（平成26年）8月28日：日本ジオパークに認定[1][3][6][7]。
- 2019年（平成31年）1月18日：日本ジオパーク委員会は立山黒部ジオパークを条件付きで再認定[7][8]。保全の取り組みが不明瞭、来訪者への情報提供が不足しているなどの理由で2年間の期限が付された[8]。
- 2021年（令和3年）2月5日：立山黒部ジオパークを再認定[7]。

## 主なサイト
各エリアの詳細は、公式サイトのみどころ検索を参照。

### 後立山連峰エリア
- ジオサイト：鹿島槍ヶ岳
- 自然サイト：白馬岳

### 朝日エリア
- ジオサイト：寺谷アンモナイト包蔵地、ヒスイ海岸（宮崎・境海岸）[1][5]

### 黒部川扇状地エリア
- ジオサイト：杉沢の沢スギ[1][5]、入善沖の海底林

### 黒部峡谷エリア
- ジオサイト：38億年前のジルコン産地、祖母谷温泉と黒部川花崗岩
- 自然サイト：欅平

### 片貝川・早月川エリア

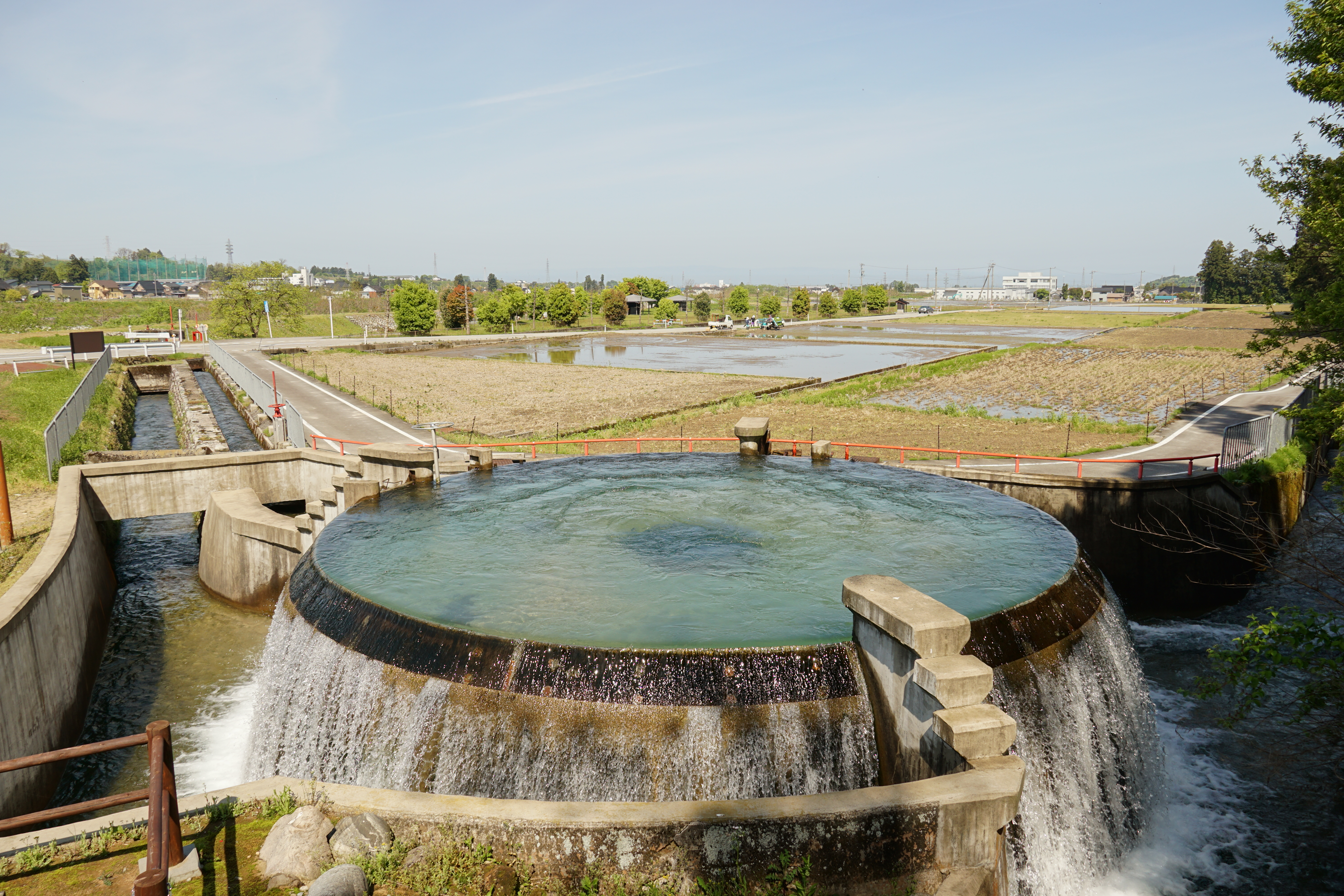
東山円筒分水槽

- ジオサイト：魚津埋没林[1]
- 自然サイト：早月川河口

### 上市川・白岩川エリア
- ジオサイト：谷口凝灰岩と呉羽山礫層

### 立山エリア
- ジオサイト：雄山、室堂平[9]、弥陀ヶ原（立山カルデラ）[10][11]、立山の山崎圏谷[12]、鳶崩れ跡[13]、称名滝[1]
- 自然サイト：美女平、有峰
- 文化サイト：立山室堂

### 黒部川源流エリア
- ジオサイト：薬師岳の圏谷群

### 富山平野エリア
- 自然サイト：常願寺川河川敷のアキグミ林
- 文化サイト：石倉町の延命地蔵の水（石倉町延命地蔵尊[14]・いたち川[15]）、常西合口用水、北代遺跡

### 神通川エリア
- ジオサイト：恐竜足跡化石群露頭[4]
- 文化サイト：猪谷関所跡

### 八尾・山田エリア
- ジオサイト：掛畑の貝化石

### 富山湾エリア
- 自然サイト：ホタルイカ群遊海面

## 関係自治体
- 黒部市[2]
- 魚津市[2]
- 滑川市[2]
- 富山市[2]
- 下新川郡朝日町[2]
- 下新川郡入善町[2]
- 中新川郡上市町[2]
- 中新川郡立山町[2]
- 中新川郡舟橋村[2]